# Borutanext5
borutanext5（ぼるたねくすとご、本名: 未公開、1992年 - ）は、日本のアーティスト。
彼女の作品は絵画、立体作品、キャラクタープロダクトの制作など、多岐にわたる表現技法によって、鮮やかな色彩とオリジナルキャラクターを特徴としている。Instagramやstoresを通じて彼女の作品は公開され、関連グッズも販売されている。
広島県出身。

## 略歴
2013年、東京都千代田区外神田のライブ&バー「秋葉原ディアステージ」にて、グラフィティアート企画「ネオグラフィティ」の第2弾として、2階のカウンター3か所にペイントを施した。同店を運営するモエ・ジャパンの福嶋麻衣子社長は、来場者から好意的な反応があったことに言及している。
2019年、新潟県長岡市で初の個展「STUDIO KAME」を開催。本展では、家具用ペンキやミルクペイントを用いた家具と絵画の融合作品、立体作品などが展示され、オリジナルキャラクター「おもちエイリアン」も登場した。
2021年、大阪市淀川区で実施された壁画プロジェクト「淀壁」に参加。過去に入居していた北加賀屋のアーティストスタジオ「Super Studio Kitakagaya（SSK）」をモチーフとした壁画を制作した。
2022年には、大阪・北加賀屋の千鳥文化で個展「STUDIO KAME HOME」を開催。絵画、キルティング、立体作品など、複数の技法による作品が展示された。